# Diocesi di Bargilia

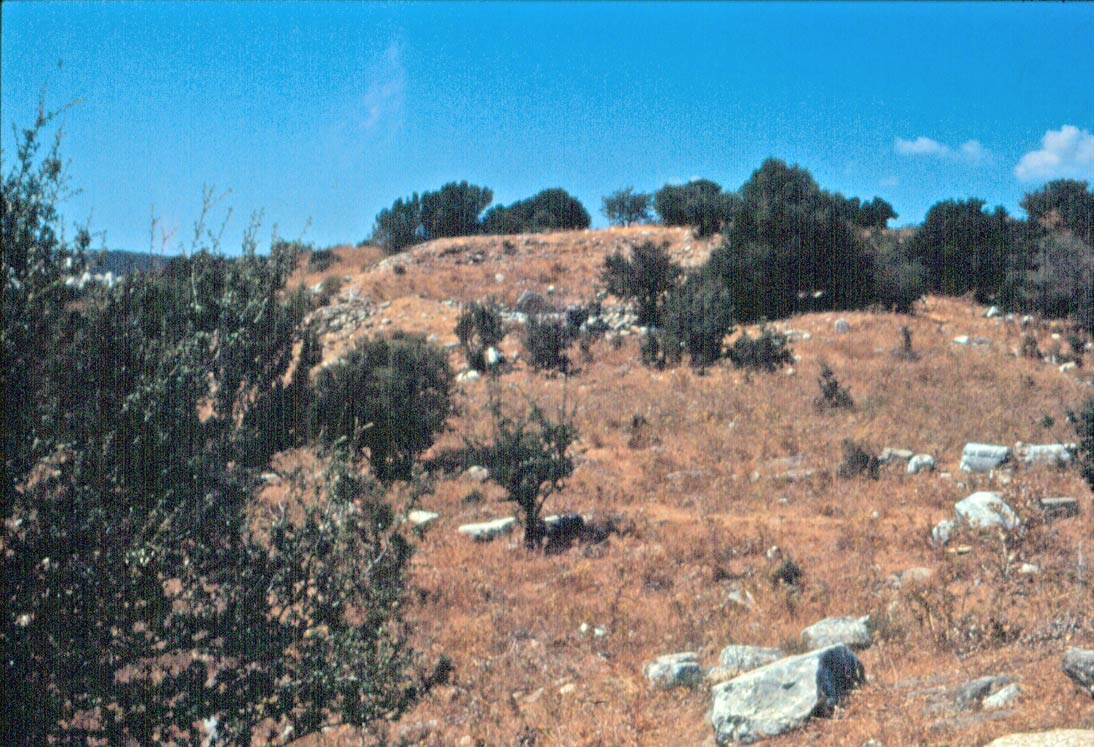
Il sito archeologico di Bargylia.

La diocesi di Bargylia (in latino Dioecesis Bargyliotana) è una sede soppressa del patriarcato di Costantinopoli e una sede titolare della Chiesa cattolica.

## Storia
Bargylia nell'odierna Turchia, è un'antica sede episcopale della provincia romana della Caria nella diocesi civile di Asia. Faceva parte del patriarcato di Costantinopoli ed era suffraganea dell'arcidiocesi di Stauropoli.
La diocesi è documentata nelle Notitiae Episcopatuum del patriarcato di Costantinopoli fino al XII secolo.
Sono quattro i vescovi noti di Bargylia. Giovanni prese parte al sinodo celebrato a Costantinopoli il 13 aprile 449 dove si discusse della revisione del processo contro Eutiche; e fu tra i padri del concilio di Calcedonia del 451. Un anonimo vescovo è documentato da un'iscrizione databile al V o VI secolo. Sergio presenziò al secondo concilio di Nicea del 787. Un altro Giovanni partecipò al concilio di Costantinopoli dell'879-880 che riabilitò il patriarca Fozio.
Dal 1933 Bargilia è annoverata tra le sedi vescovili titolari della Chiesa cattolica; la sede è vacante dal 13 agosto 1963. Suo unico titolare è stato il cappuccino Jean Ghislain Delcuve, vicario apostolico dell'Ubanghi belga.

## Cronotassi

### Vescovi greci
- Giovanni I † (prima del 449 - dopo il 451)
- Anonimo † (V-VI secolo)
- Sergio † (menzionato nel 787)[6][7]
- Giovanni II † (menzionato nell'879)

### Vescovi titolari
- Jean-Ghislain Delcuve, O.F.M.Cap. † (21 giugno 1948 - 13 agosto 1963 deceduto)